# Бързолет на Александър
Бързолетът на Александър (Apus alexandri) е вид птица от семейство Бързолетови (Apodidae).

## Разпространение и местообитание
Разпространен е в Кабо Верде.